# David Higgins (tiratore)
David Higgins (San Clemente, 27 giugno 1994) è un tiratore a volo statunitense, che ha rappresentato gli Stati Uniti ai Giochi olimpici di Rio de Janeiro 2016.